# Daniel Ngom Kome
Daniel Armand Ngom Kome (Bangou, 19 de maio de 1980) é um ex-futebolista profissional camaronês que atuava como meia. Seu último clube foi o CD Tenerife, jogando até final de 2011.

## Carreira
Kome fez toda sua carreira na Espanha, onde atuou por diversos clubes como: Numancia, Getafe, Mallorca, Murcia e Valladolid.
Pela seleção camaronesa, Kome esteve no elenco em diversas competições, como Olimpíadas de 2000(ganhando a medalha de ouro), Copa Africana de Nações de 2002(sendo campeão) e 2004, além da Copa do Mundo de 2002.

## Títulos
Canadá
- Copa das Nações Africanas: 2002